# Colin Edwards
Colin Edwards   (Conroe, 27 de febrer de 1974), conegut com a Colin Edwards II, és un antic pilot de motociclisme nord-americà que va destacar en competició internacional durant la dècada del 2000. Especialment reeixit en la categoria de Superbike, va ser-ne dues vegades campió del món (2000 i 2002), ostenta el rècord de podis seguits en una sola temporada al campionat (vint-i-cinc el 2002) i és també qui hi va aconseguir la victòria número cinquanta d'Honda. Colins va destacar també en curses de resistència i va guanyar tres edicions de les 8 Hores de Suzuka (1996, 2001 i 2002).
Colin Edwards era conegut al món de les curses com a Texas Tornado. Va córrer amb el dorsal 45 fins a la temporada del 2005, en què se'l va canviar pel 5.

## Carrera esportiva

### Primers anys
Fill de l'antic pilot de motociclisme australià Colin Edwards Sr., Colin Edwards II va començar a competir de molt jove: el seu pare li va regalar la primera moto a tres anys i a quatre ja competia en curses de motocròs infantil i en guanyava els primers trofeus. Va continuar la seva carrera juvenil dins el motocròs i el 1987, a tretze anys, va ser subcampió del Loretta Lynn's Amateur Championship en la categoria de 85cc Stock. El 1988 va abandonar momentàniament les competicions per tal de centrar-se en els estudis.
El 1990, a 16 anys, Edwards va debutar en curses de velocitat al nord de Texas amb una Kawasaki ZX750. L'experiència li va agradar i va decidir abandonar el motocròs per tal de centrar-se en la velocitat. El seu primer any com a amateur va competir amb una Honda 600, després va continuar la seva carrera amb una RC30 i finalment amb una Yamaha TZ 250. Amb aquestes motos va guanyar totes les curses en què va participar i va obtenir 5 títols ASRA/CCS Race of Champions al Circuit de Daytona. També va guanyar 8 títols nacionals de la WERA/GNF (Western Eastern Roadracing Association/Grand National Finals) a Road Atlanta. Aquests èxits li van valdre un contracte amb South West Motorsports i es va convertir en pilot professional a partir de la temporada de 1992. Aquell any va guanyar cinc de les nou curses del Campionat AMA de 250cc i el títol, superant el jove aspirant Kenny Roberts Jr.
El 1993, a 19 anys, va debutar al campionat AMA de Superbike amb l'equip Vance & Hines Yamaha. Després d'haver-hi acabat sisè en la seva primera temporada, va millorar el 1994 i va quedar-hi cinquè, amb un enfilall de tres victòries consecutives. Després de dos anys al campionat AMA, Yamaha decidí d'inscriure'l al Campionat del Món de Superbike la temporada següent.

### Mundial de Superbike

#### Yamaha (1995-1997)

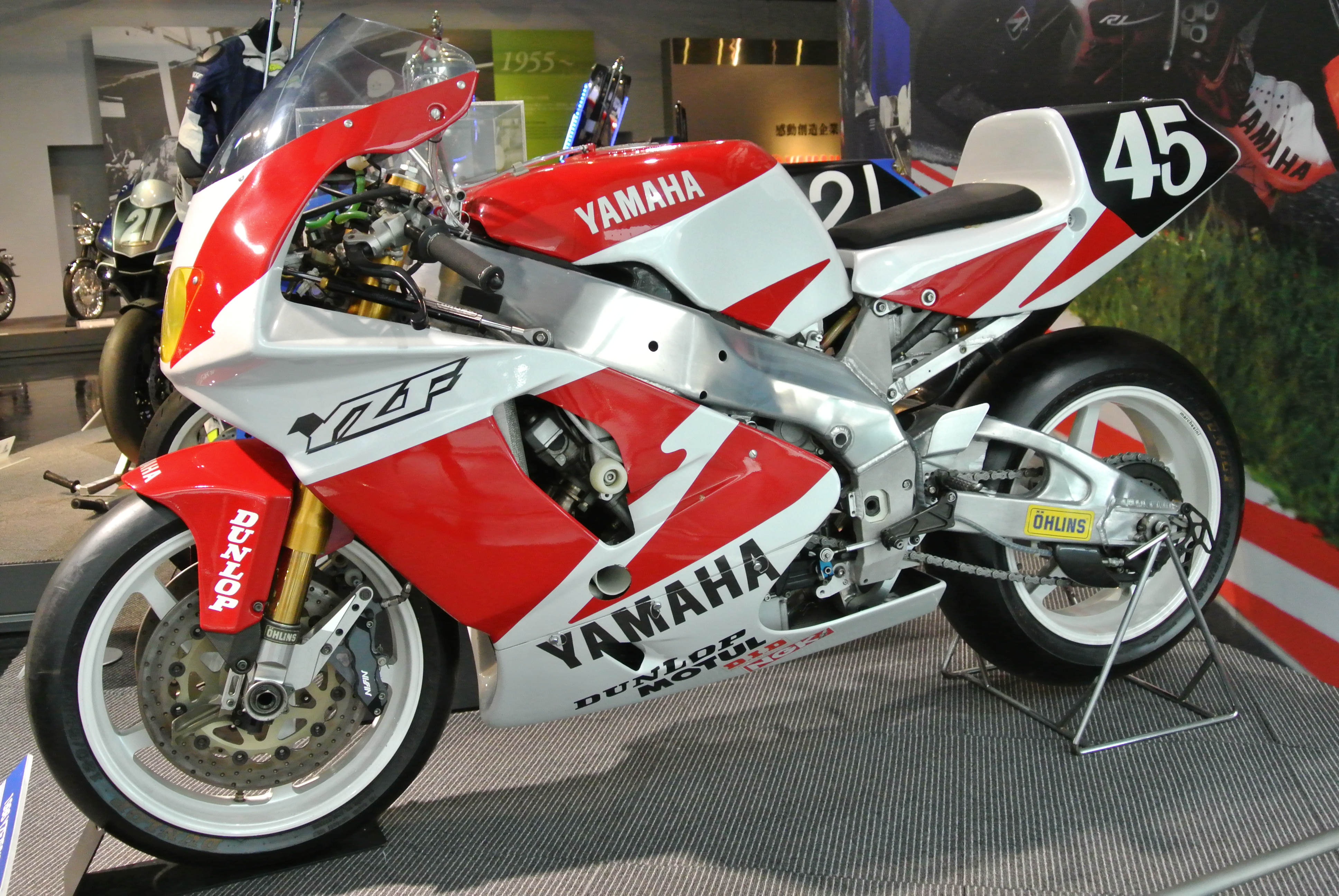
La Yamaha YZF750 que va pilotar el 1996

El 1995, a 21 anys, Edwards va debutar al Campionat del Món de Superbike i va  acabar la temporada en onzè lloc. El 1996, ja més adaptat a la categoria, va acabar el campionat en cinquena posició final i obtingué el seu primer podi al campionat (un tercer lloc a Daytona). Aquell mateix any va participar per primer cop a les 8 Hores de Suzuka fent equip amb Noriyuki Haga i, davant la sorpresa general, tots dos pilots van guanyar la cursa, esdevenint el duet més jove de la història a guanyar-la.
El 1997 va patir un greu accident a la cinquena cursa de la temporada de Superbike en què es va trencar un braç i algunes costelles, per la qual cosa es va perdre bona part del campionat. El 1998, Yamaha tenia la intenció de debutar a la categoria dels 500cc del mundial de motociclisme, però les negociacions amb l'equip Red Bull Yamaha WCM no van arribar a bon port. Edwards continuà, doncs, al mundial de Superbike però optà per un canvi d'equip, passant a Castrol Honda, que li oferí el nou model RC45.

#### Honda (1998-2002)
El 1998, amb el seu nou equip, Edwards va guanyar una cursa de Brands Hatch i va aconseguir una doble victòria a Monza, acabant cinquè al campionat del món. El 1999, després d'unes prometedores sessions de proves, va aconseguir victòries a Donington Park, Albacete, A1-Ring i una de doble a Brands Hatch, acabant la temporada com a subcampió del món darrere de Carl Fogarty i la seva Ducati.

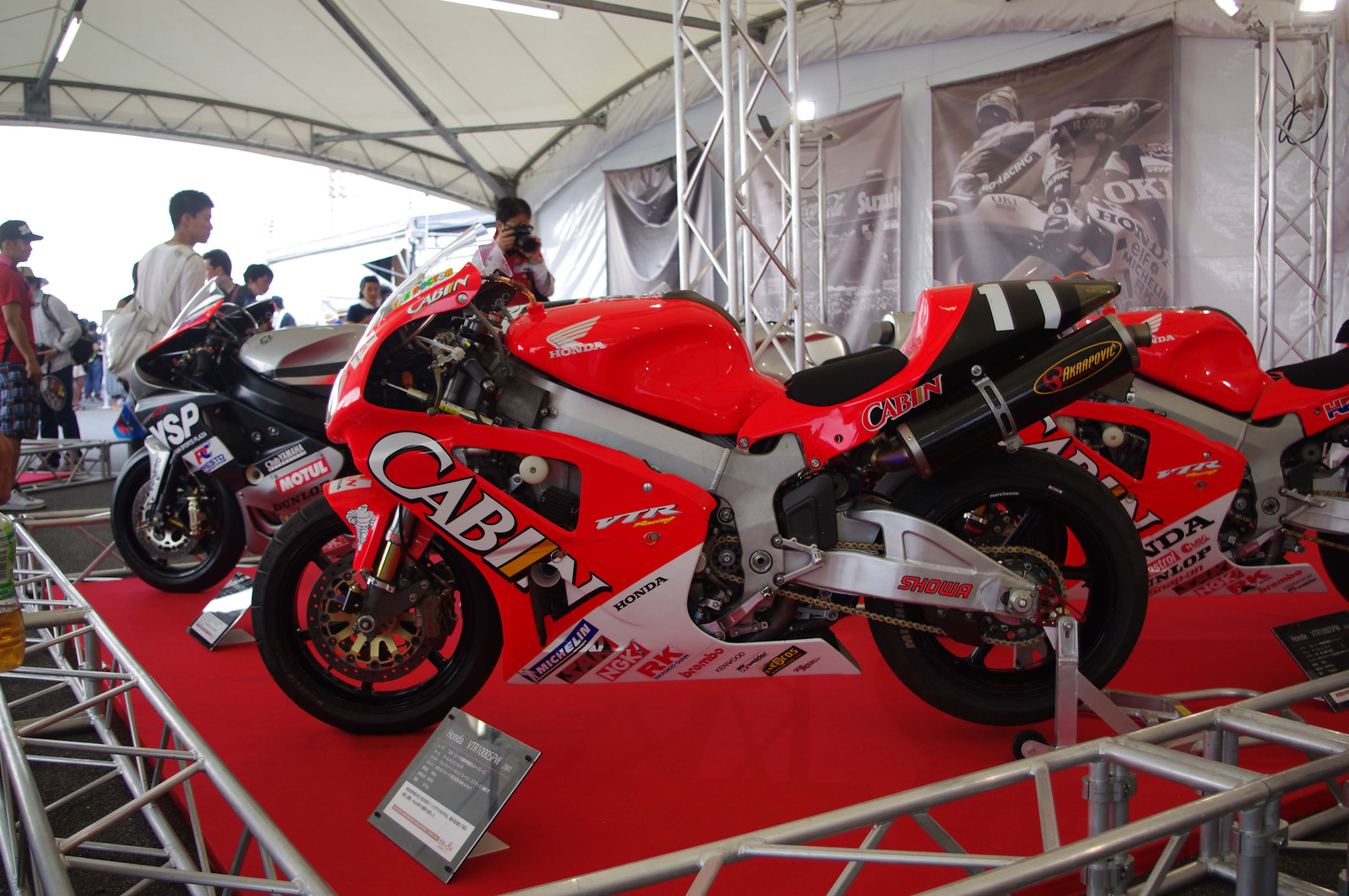
L'Honda VTR1000SPW amb què va guanyar les 8H de Suzuka el 2001

Gràcies als excel·lents resultats del campionat de 1999, la temporada del 2000 va tenir l'oportunitat de pilotar el nou model Honda, la innovadora VTR 1000 SP-1 (RC51). Tot i que la moto s'estrenava aquella temporada i, per tant, encara no estava rodada del tot, Edwards va començar el campionat amb una doble victòria en la primera ronda, al circuit de Kyalami. A aquest èxit el seguiren sengles victòries a Donington Park, Monza, Assen i un altre doble triomf a Oschersleben. Amb la seva darrera victòria a Brands Hatch, l'americà es va proclamar campió del món de Superbike per primera vegada.
El 2001, però, no va poder defensar el seu títol, per una banda a causa de l'endarreriment en el desenvolupament de la VTR 1000 SP-2 i per l'altra, a causa de la dura competència dels seus rivals Neil Hodgson, Troy Corser, Ben Bostrom i Troy Bayliss. La temporada va ser molt disputada i Edwards va aconseguir un bon nombre de victòries, però no prou com per superar a Bayliss, que es va proclamar campió a poques curses del final de la temporada. El 2002, Edwards  va aconseguir tornar a guanyar el títol després d'un llarg duel amb el seu habitual rival Troy Bayliss. En aquest context va aconseguir el rècord de punts de temporada per a un pilot de Superbike (552), un rècord que es va mantenir imbatut fins a la temporada del 2017.

### MotoGP

#### Aprilia i Honda (2003-2004)
Gràcies als seus èxits a Superbike, Edwards va poder debutar al mundial de MotoGP el 2003 amb l'Aprilia RS Cube com a company d'equip de Noriyuki Haga. Va acabar el campionat en tretzè lloc final, amb un sisè lloc al Gran Premi del Japó com a millor resultat.
El 2004 el va contractar l'equip Telefónica Movistar Honda per a pilotar una Honda RC211V com a company d'equip de Sete Gibernau. Va acabar l'any en cinquè lloc final després d'obtenir dos segons llocs (Gran Premi de Gran Bretanya i Gran Premi  de Qatar).

#### Yamaha (2005-2007)

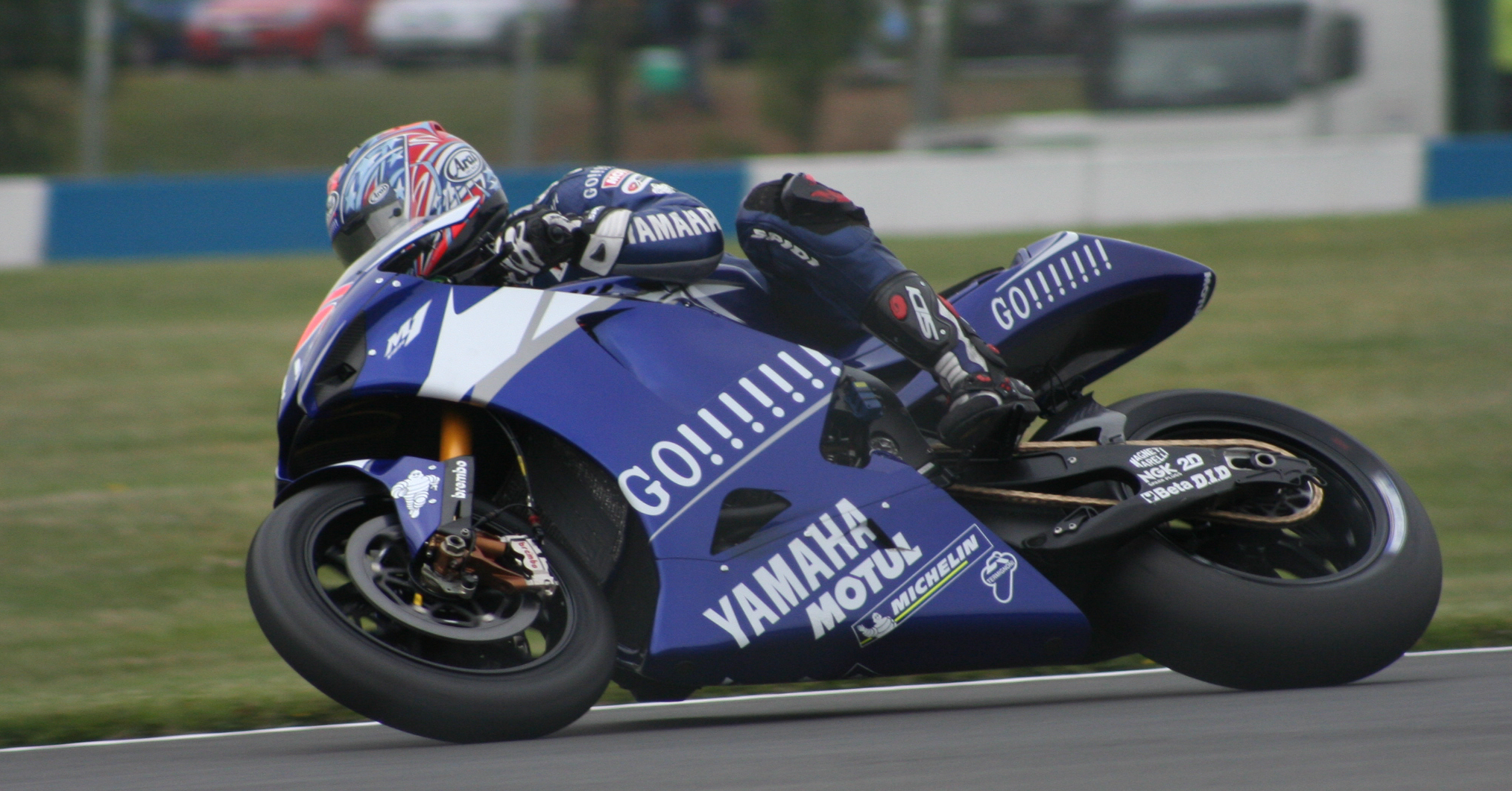
Edwards a Donington Park el 2005

El 2005 va entrar a Yamaha com a company d'equip de Valentino Rossi. Edwards va acabar el campionat en quarta posició després d'haver aconseguit dos tercers llocs i un de segon (a Laguna Seca, on entrà darrere del jove Nicky Hayden després d'haver superat el seu company Rossi, que fou tercer).
El 2006 va fer una temporada mediocre (a Assen, per exemple, es va estavellar a l'últim revolt quan anava primer) en què va obtenir un únic podi (tercer al Gran Premi de la Xina) i acabà el campionat en setena posició. De cara al 2007, el seu equip li va renovar el contracte. Edwards va aconseguir dos podis i va acabar la temporada en novena posició.

#### Tech 3 (2008-2011)

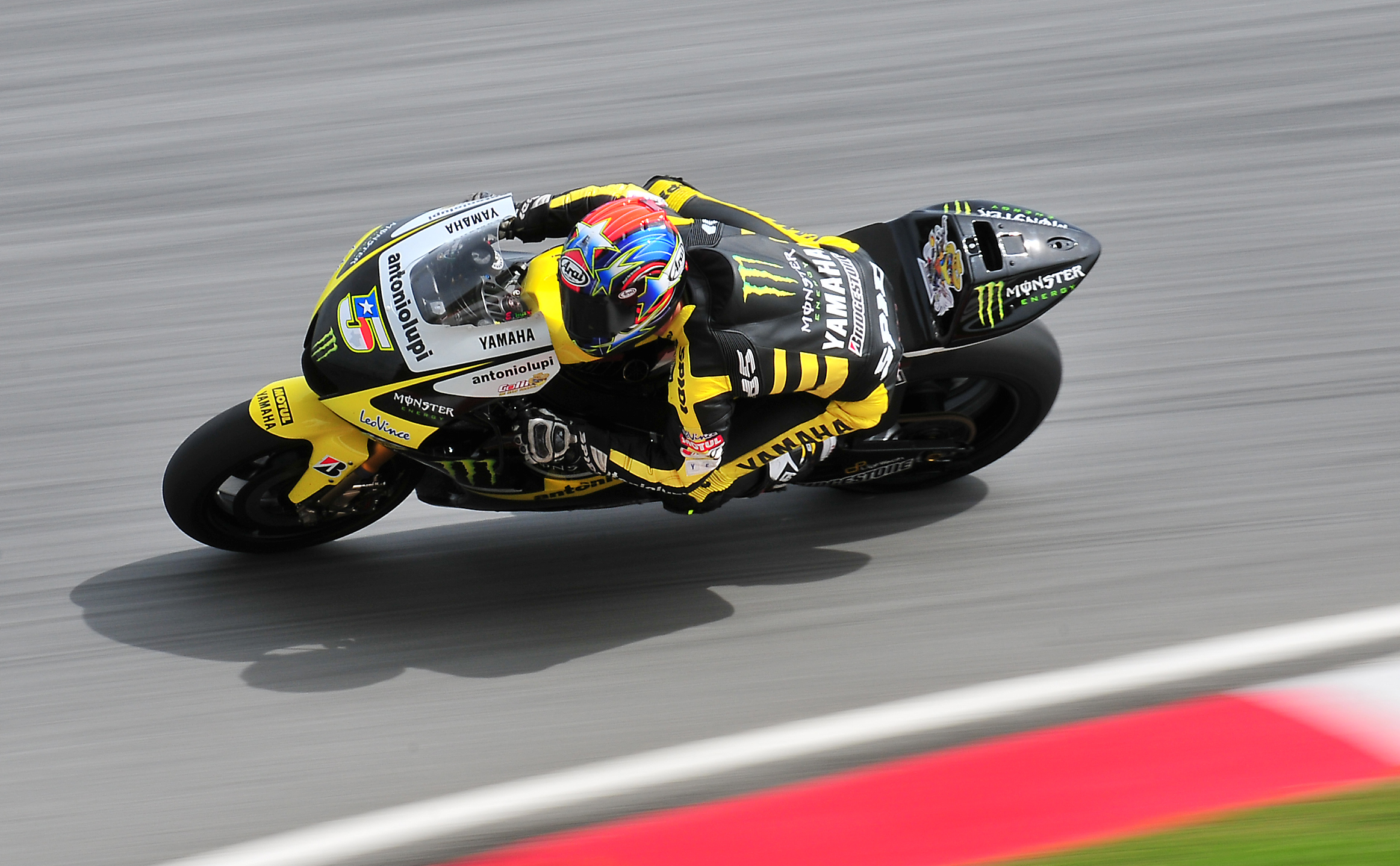
Edwards a Sepang el 2011

El 2008 va ser reconfirmat per Yamaha, però dins el Team Tech 3 com a company d'equip del debutant James Toseland, el vigent campió del món de Superbike. Durant la temporada va obtenir dos tercers llocs i acabà setè de la general. El 2009 va continuar competint amb l'equip Yamaha Tech 3 i va acabar el campionat en la cinquena posició final.
El 2010 continuà amb Tech 3 Yamaha, ara amb Ben Spies de company. El seu millor resultat va ser un cinquè lloc al Japó i va acabar la temporada a l'onzena posició. El 2011 va romandre al mateix equip, aquesta vegada amb Cal Crutchlow de company. Durant la temporada es va haver de perdre el Gran Premi de Catalunya en fracturar-se la clavícula dreta durant els entrenaments. Va obtenir el tercer lloc a Gran Bretanya. El 23 d'octubre, al Gran Premi de Malàisia, Edwards es va veure involucrat, juntament amb Valentino Rossi, en el tràgic accident que va provocar la mort de Marco Simoncelli. En aquella dramàtica col·lisió, Edwards patí una luxació d'espatlla que li impedí de participar en la cursa següent, el Gran Premi de la Comunitat Valenciana. Va acabar la temporada en novè lloc final.

#### Forward Racing (2012-2014)

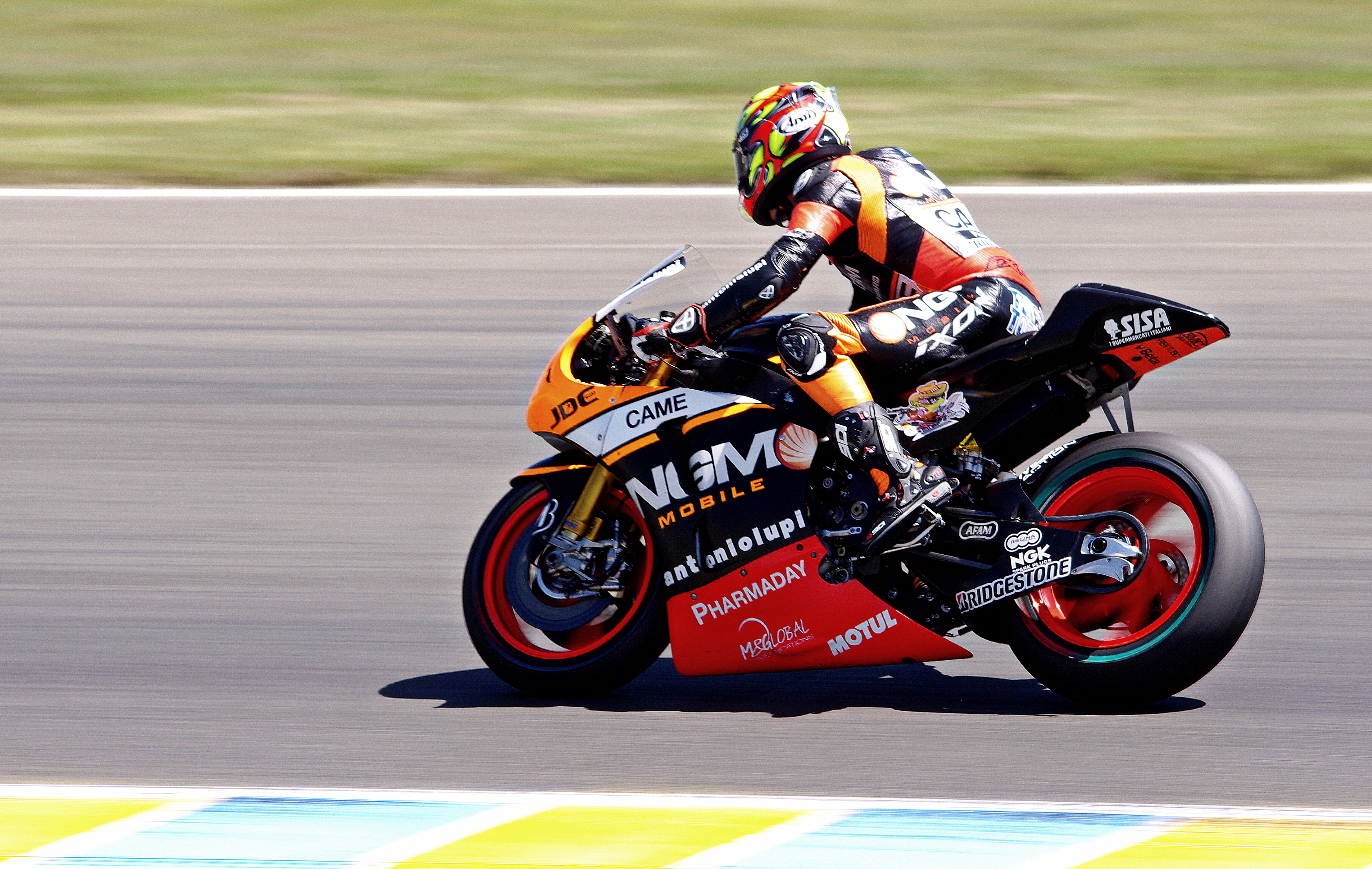
Edwards a Le Mans el 2014

El 2012 va passar a l'equip Forward Racing, que li va confiar una Suter MMX1 que complia amb la nova normativa CRT (Claiming Rule Teams). Durant les sessions de classificació per al Gran Premi de Portugal va ser envestit per Randy de Puniet, cosa que li provocà fractura de clavícula esquerra. El seu millor resultat va ser l'onzè lloc al Gran Premi de San Marino i va acabar la temporada en vintè lloc.
El 2013 va romandre al mateix equip, aquesta vegada amb una Kawasaki FTR i amb Claudio Corti de company. El seu millor resultat va ser un novè lloc a Catalunya i va acabar la temporada en catorzè lloc. El 2014, amb el mateix equip i una Forward Yamaha amb especificacions Open, va tenir Aleix Espargaró de company.

### Retirada
El 10 d'abril, durant la roda de premsa del Gran Premi de les Amèriques, Edwards va anunciar la seva retirada als seus 40 anys d'edat. A partir del Gran Premi de la República Txeca, Alex de Angelis el substituí dins l'equip. Des d'aleshores, Edwards es dedica a dirigir el seu camp d'entrenament per a pilots de motociclisme, el Colin Edwards Texas Tornado Boot Camp (TTBC), un ampli recinte de 81.000 m² situat a prop del llac Conroe (Texas), prop de Houston.
Colin Edwards viu a Conroe, on va néixer, amb la seva dona Alyssia i els seus tres fills.

## Resultats al Mundial de Superbike
Barem de puntuació de 1993 ençà:
| Posició | 1  | 2  | 3  | 4  | 5  | 6  | 7 | 8 | 9 | 10 | 11 | 12 | 13 | 14 | 15 |
| Punts   | 25 | 20 | 16 | 13 | 11 | 10 | 9 | 8 | 7 | 6  | 5  | 4  | 3  | 2  | 1  |

(Ids. Rondes | Llegenda) (Curses en negreta indiquen pole; curses en  itàlica indiquen volta ràpida)
| Any  | Moto   | 1       | 1     | 2       | 2       | 3      | 3      | 4       | 4       | 5      | 5      | 6       | 6       | 7       | 7      | 8      | 8      | 9     | 9      | 10      | 10    | 11    | 11    | 12     | 12     | 13    | 13      | Pos. | Pts   |
| Any  | Moto   | C1      | C2    | C1      | C2      | C1     | C2     | C1      | C2      | C1     | C2     | C1      | C2      | C1      | C2     | C1     | C2     | C1    | C2     | C1      | C2    | C1    | C2    | C1     | C2     | C1    | C2      | Pos. | Pts   |
| ---- | ------ | ------- | ----- | ------- | ------- | ------ | ------ | ------- | ------- | ------ | ------ | ------- | ------- | ------- | ------ | ------ | ------ | ----- | ------ | ------- | ----- | ----- | ----- | ------ | ------ | ----- | ------- | ---- | ----- |
| 1995 | Yamaha | GER 7   | GER 5 | SMR Ret | SMR Ret | GBR 18 | GBR 12 | ITA 3   | ITA 5   | ESP 10 | ESP 11 | AUT 9   | AUT Ret | USA 8   | USA 9  | GBR 5  | GBR 2  | JPN 6 | JPN 10 | NED Ret | NED 6 | INA   | INA   | AUS    | AUS    |       |         | 11è  | 141   |
| 1996 | Yamaha | SMR 11  | SMR 7 | GBR 6   | GBR 4   | GER 3  | GER 5  | ITA 3   | ITA 5   | CZE 6  | CZE 7  | USA 4   | USA Ret | GBR 4   | GBR 3  | INA 5  | INA 4  | JPN   | JPN    | NED     | NED   | ESP 2 | ESP 3 | AUS 2  | AUS 3  |       |         | 5è   | 248   |
| 1997 | Yamaha | AUS Ret | AUS 2 | SMR 6   | SMR 8   | GBR 5  | GBR 6  | GER 7   | GER 5   | ITA    | ITA    | USA     | USA     | GBR     | GBR    | AUT    | AUT    | NED   | NED    | ESP     | ESP   | JPN   | JPN   | INA    | INA    |       |         | 12è  | 79    |
| 1998 | Honda  | AUS 7   | AUS 7 | GBR 6   | GBR 7   | ITA 1  | ITA 1  | ESP 5   | ESP Ret | GER 2  | GER 2  | SMR 3   | SMR 4   | RSA 9   | RSA 4  | USA 11 | USA 10 | GBR 1 | GBR 4  | AUT 7   | AUT 9 | NED 5 | NED 4 | JPN 13 | JPN 13 |       |         | 5è   | 279,5 |
| 1999 | Honda  | RSA 5   | RSA 4 | AUS 3   | AUS 3   | GBR 3  | GBR 1  | ESP Ret | ESP 1   | ITA 2  | ITA 2  | GER Ret | GER 4   | SMR 6   | SMR 7  | USA 4  | USA 5  | GBR 1 | GBR 1  | AUT 1   | AUT 8 | NED 5 | NED 5 | GER 4  | GER 5  | JPN 9 | JPN 9   | 2n   | 361   |
| 2000 | Honda  | RSA 1   | RSA 1 | AUS 5   | AUS 5   | JPN 5  | JPN 3  | GBR 1   | GBR Ret | ITA 2  | ITA 1  | GER 4   | GER 2   | SMR Ret | SMR 10 | ESP 5  | ESP 4  | USA 2 | USA 4  | GBR 10  | GBR 6 | NED 1 | NED 5 | GER 1  | GER 1  | GBR 8 | GBR 1   | 1r   | 400   |
| 2001 | Honda  | ESP 6   | ESP 4 | RSA 1   | RSA Ret | AUS 1  | AUS C  | JPN 12  | JPN 13  | ITA 2  | ITA 2  | GBR 5   | GBR 6   | GER 1   | GER 3  | SMR 3  | SMR 11 | USA 6 | USA 6  | GBR 3   | GBR 5 | GER 1 | GER 2 | NED 3  | NED 10 | ITA 3 | ITA Ret | 2n   | 333   |
| 2002 | Honda  | ESP 4   | ESP 3 | AUS 2   | AUS 2   | RSA 2  | RSA 3  | JPN 1   | JPN 2   | ITA 3  | ITA 2  | GBR 1   | GBR 2   | GER 2   | GER 2  | SMR 2  | SMR 2  | USA 3 | USA 1  | GBR 1   | GBR 1 | GER 1 | GER 1 | NED 1  | NED 1  | ITA 1 | ITA 1   | 1r   | 552   |

## Resultats al Mundial de motociclisme
Barem de puntuació de 1993 ençà:
| Posició | 1  | 2  | 3  | 4  | 5  | 6  | 7 | 8 | 9 | 10 | 11 | 12 | 13 | 14 | 15 |
| Punts   | 25 | 20 | 16 | 13 | 11 | 10 | 9 | 8 | 7 | 6  | 5  | 4  | 3  | 2  | 1  |

(Ids. Grans Premis | Llegenda) (Curses en negreta indiquen pole; curses en  itàlica indiquen volta ràpida)
| Any  | Categoria | Moto           | 1       | 2       | 3       | 4       | 5       | 6       | 7       | 8       | 9       | 10      | 11      | 12      | 13     | 14      | 15     | 16      | 17      | 18     | Pos | Pts |
| ---- | --------- | -------------- | ------- | ------- | ------- | ------- | ------- | ------- | ------- | ------- | ------- | ------- | ------- | ------- | ------ | ------- | ------ | ------- | ------- | ------ | --- | --- |
| 2003 | MotoGP    | Aprilia        | JPN 6   | RSA Ret | ESP 14  | FRA 10  | ITA 9   | CAT Ret | NED 7   | GBR 10  | GER 14  | CZE 12  | POR 14  | BRA 13  | PAC 17 | MAL 13  | AUS 16 | VAL 8   |         |        | 13è | 62  |
| 2004 | MotoGP    | Honda          | RSA 7   | ESP 7   | FRA 5   | ITA 12  | CAT 5   | NED 6   | BRA 6   | GER 5   | GBR 2   | CZE 7   | POR 9   | JPN Ret | QAT 2  | MAL 11  | AUS 4  | VAL 8   |         |        | 5è  | 157 |
| 2005 | MotoGP    | Yamaha         | ESP 9   | POR 6   | CHN 8   | FRA 3   | ITA 9   | CAT 7   | NED 3   | USA 2   | GBR 4   | GER 8   | CZE 7   | JPN 6   | MAL 10 | QAT 4   | AUS 6  | TUR 7   | VAL 8   |        | 4t  | 179 |
| 2006 | MotoGP    | Yamaha         | ESP 11  | QAT 9   | TUR 9   | CHN 3   | FRA 6   | ITA 12  | CAT 5   | NED 13  | GBR 6   | GER 12  | USA 9   | CZE 10  | MAL 10 | AUS Ret | JPN 8  | POR 4   | VAL 9   |        | 7è  | 124 |
| 2007 | MotoGP    | Yamaha         | QAT 6   | ESP 3   | TUR Ret | CHN 11  | FRA 12  | ITA 12  | CAT 10  | GBR 2   | NED 6   | GER 4   | USA 11  | CZE Ret | SM 9   | POR 10  | JPN 14 | AUS 9   | MAL 10  | VAL 13 | 9è  | 124 |
| 2008 | MotoGP    | Yamaha         | QAT 7   | ESP Ret | POR 4   | CHN 7   | FRA 3   | ITA 5   | CAT 5   | GBR 4   | NED 3   | GER Ret | USA 14  | CZE 14  | SM 10  | INP 15  | JPN 7  | AUS 8   | MAL 8   | VAL 6  | 7è  | 144 |
| 2009 | MotoGP    | Yamaha         | QAT 4   | JPN 12  | ESP 7   | FRA 7   | ITA 6   | CAT 7   | NED 4   | USA 7   | GER 9   | GBR 2   | CZE 7   | INP 5   | SM Ret | POR 5   | AUS 5  | MAL 13  | VAL 4   |        | 5è  | 161 |
| 2010 | MotoGP    | Yamaha         | QAT 8   | ESP 12  | FRA 12  | ITA 13  | GBR 9   | NED 8   | CAT 11  | GER Ret | USA 7   | CZE 7   | INP Ret | SM 7    | ARA 12 | JPN 5   | MAL NC | AUS 7   | POR 7   | VAL 12 | 11è | 103 |
| 2011 | MotoGP    | Yamaha         | QAT 8   | ESP Ret | POR 6   | FRA 13  | CAT DNS | GBR 3   | NED 7   | ITA 9   | GER 10  | USA 8   | CZE 8   | INP 7   | SM 13  | ARA 13  | JPN 8  | AUS 5   | MAL C   | VAL    | 9è  | 109 |
| 2012 | MotoGP    | Suter          | QAT 12  | ESP 16  | POR DNS | FRA     | CAT NC  | GBR 16  | NED Ret | GER 12  | ITA Ret | USA 13  | INP 13  | CZE 13  | SM 11  | ARA 18  | JPN 13 | MAL Ret | AUS Ret | VAL 14 | 20è | 27  |
| 2013 | MotoGP    | FTR Kawasaki   | QAT Ret | AME Ret | ESP 15  | FRA 16  | ITA 14  | CAT 9   | NED 17  | GER 13  | USA 12  | INP 13  | CZE 11  | GBR 14  | SM 12  | ARA 16  | MAL 15 | AUS 12  | JPN 12  | VAL 15 | 14è | 41  |
| 2014 | MotoGP    | Forward Yamaha | QAT 9   | AME Ret | ARG 20  | ESP Ret | FRA 17  | ITA 15  | CAT 18  | NED 22  | GER 20  | INP 13  | CZE     | GBR     | SM     | ARA     | JPN    | AUS     | MAL     | VAL    | 22è | 11  |